# Suntory Sunbirds 2013-2014
Questa voce raccoglie le informazioni riguardanti i Suntory Sunbirds nella stagione 2013-2014.

## Stagione
I Suntory Sunbirds partecipano alla stagione 2013-14 senza alcuna denominazione sponsorizzata.
Si classificano al sesto posto in V.Premier League, mentre in Coppa dell'Imperatore e al Torneo Kurowashiki si spingono fino alle semifinali, sconfitti rispettivamente dai JTEKT Stings e dai Panasonic Panthers.

## Organigramma societario
Area direttiva
- Presidente: Senba Takumi

Area tecnica
- Allenatore: Paolo Montagnani
- Assistente allenatore: Keisuke Kurihara, Ryusuke Murakami

## Rosa
| N° | Nome                | Ruolo | Data di nascita   | Nazionalità sportiva |
| -- | ------------------- | ----- | ----------------- | -------------------- |
| 1  | Kota Yamamura       | C     | 20 ottobre 1980   | Giappone             |
| 2  | Yoshifumi Suzuki    | C     | 31 marzo 1983     | Giappone             |
| 3  | Ken Takahashi       | L     | 22 dicembre 1988  | Giappone             |
| 4  | Daichi Hashimoto    | P     | 6 luglio 1989     | Giappone             |
| 5  | Yasuyuki Shibakoya  | O     | 22 maggio 1985    | Giappone             |
| 6  | Shogo Okamoto       | P     | 30 marzo 1987     | Giappone             |
| 8  | Takayuki Kaneko     | S     | 27 agosto 1984    | Giappone             |
| 9  | Yūta Abe            | P     | 8 agosto 1981     | Giappone             |
| 10 | Yudai Fujita        | S     | 7 ottobre 1988    | Giappone             |
| 11 | Taiki Tsuruda       | S     | 13 luglio 1991    | Giappone             |
| 12 | Tatsuya Shiota      | C     | 17 novembre 1989  | Giappone             |
| 13 | Clayton Stanley     | O     | 20 gennaio 1978   | Stati Uniti          |
| 14 | Ryosuke Tsubakiyama | C     | 18 luglio 1988    | Giappone             |
| 15 | Kenji Sabettō       | L     | 25 gennaio 1985   | Giappone             |
| 17 | Kentaro Hoshiya     | C     | 8 novembre 1991   | Giappone             |
| 19 | Masashi Kuriyama    | S     | 14 luglio 1988    | Giappone             |
| 20 | Tatsuya Yoneyama    | S     | 23 settembre 1986 | Giappone             |
| 21 | Hiromitsu Matsuzaki | S     | 25 gennaio 1987   | Giappone             |

## Statistiche

### Statistiche di squadra
| Competizione          | Punti | In casa | In casa | In casa | In trasferta | In trasferta | In trasferta | Totale | Totale | Totale |
| Competizione          | Punti | G       | V       | P       | G            | V            | P            | G      | V      | P      |
| --------------------- | ----- | ------- | ------- | ------- | ------------ | ------------ | ------------ | ------ | ------ | ------ |
| V.Premier League      | 22    | ?       | ?       | ?       | ?            | ?            | ?            | 28     | 11     | 17     |
| Coppa dell'Imperatore | -     | -       | -       | -       | -            | -            | -            | 3      | 2      | 1      |
| Torneo Kurowashiki    | -     | -       | -       | -       | -            | -            | -            | 5      | 3      | 2      |
| Totale                | -     | ?       | ?       | ?       | ?            | ?            | ?            | 36     | 16     | 20     |

G = partite giocate; V = partite vinte; P = partite perse

### Statistiche dei giocatori
| Giocatore      | V.Premier League | V.Premier League | V.Premier League | V.Premier League | V.Premier League |
| Giocatore      | P                | PT               | AV               | MV               | BV               |
| -------------- | ---------------- | ---------------- | ---------------- | ---------------- | ---------------- |
| Y. Abe         | 16               | 42               | 16               | 26               | 0                |
| Y. Fujita      | 19               | 12               | 8                | 3                | 1                |
| D. Hashimoto   | 18               | 33               | 19               | 11               | 3                |
| K. Hoshiya     | 2                | 1                | 0                | 1                | 0                |
| T. Kaneko      | 28               | 287              | 245              | 30               | 12               |
| M. Kuriyama    | 28               | 266              | 246              | 15               | 5                |
| H. Matsuzaki   | 26               | 72               | 63               | 6                | 3                |
| S. Okamoto     | 24               | 20               | 5                | 8                | 7                |
| K. Sabettō     | 28               | 0                | 0                | 0                | 0                |
| Y. Shibakoya   | 26               | 66               | 60               | 5                | 1                |
| T. Shiota      | 27               | 117              | 67               | 41               | 9                |
| C. Stanley     | 13               | 163              | 146              | 6                | 11               |
| Y. Suzuki      | 19               | 103              | 66               | 28               | 9                |
| K. Takahashi   | 27               | 0                | 0                | 0                | 0                |
| R. Tsubakiyama | 27               | 277              | 260              | 9                | 8                |
| T. Tsuruda     | 10               | 7                | 5                | 0                | 2                |
| K. Yamamura    | 28               | 201              | 128              | 70               | 3                |
| T. Yoneyama    | 26               | 219              | 189              | 12               | 18               |

P = presenze; PT = punti totali; AV = attacchi vincenti; MV = muri vincenti; BV = battute vincenti

NB: Non sono disponibili i dati relativi alla Coppa dell'Imperatore, al Torneo Kurowashiki e di conseguenza quelli totali